# Drozdowo (Rymań)
Drozdowo (deutsch Drosedow) ist ein Dorf in der Woiwodschaft Westpommern in Polen. Es liegt im Gebiet der Gmina Rymań (Landgemeinde Roman) und gehört mit dieser zum Powiat Kołobrzeski (Kolberger Kreis).

## Geographische Lage

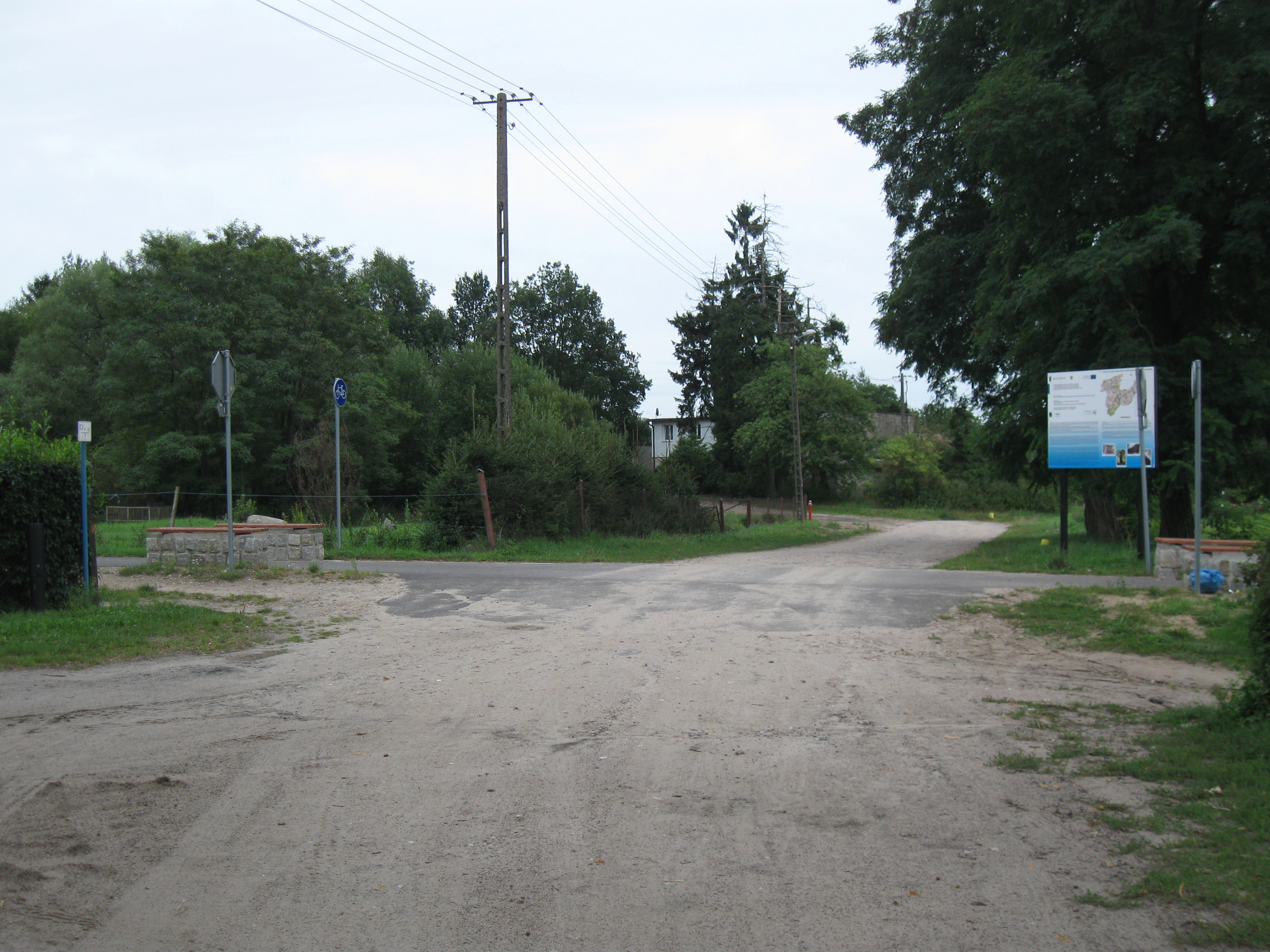
Ortsbild (Aufnahme von 2013)

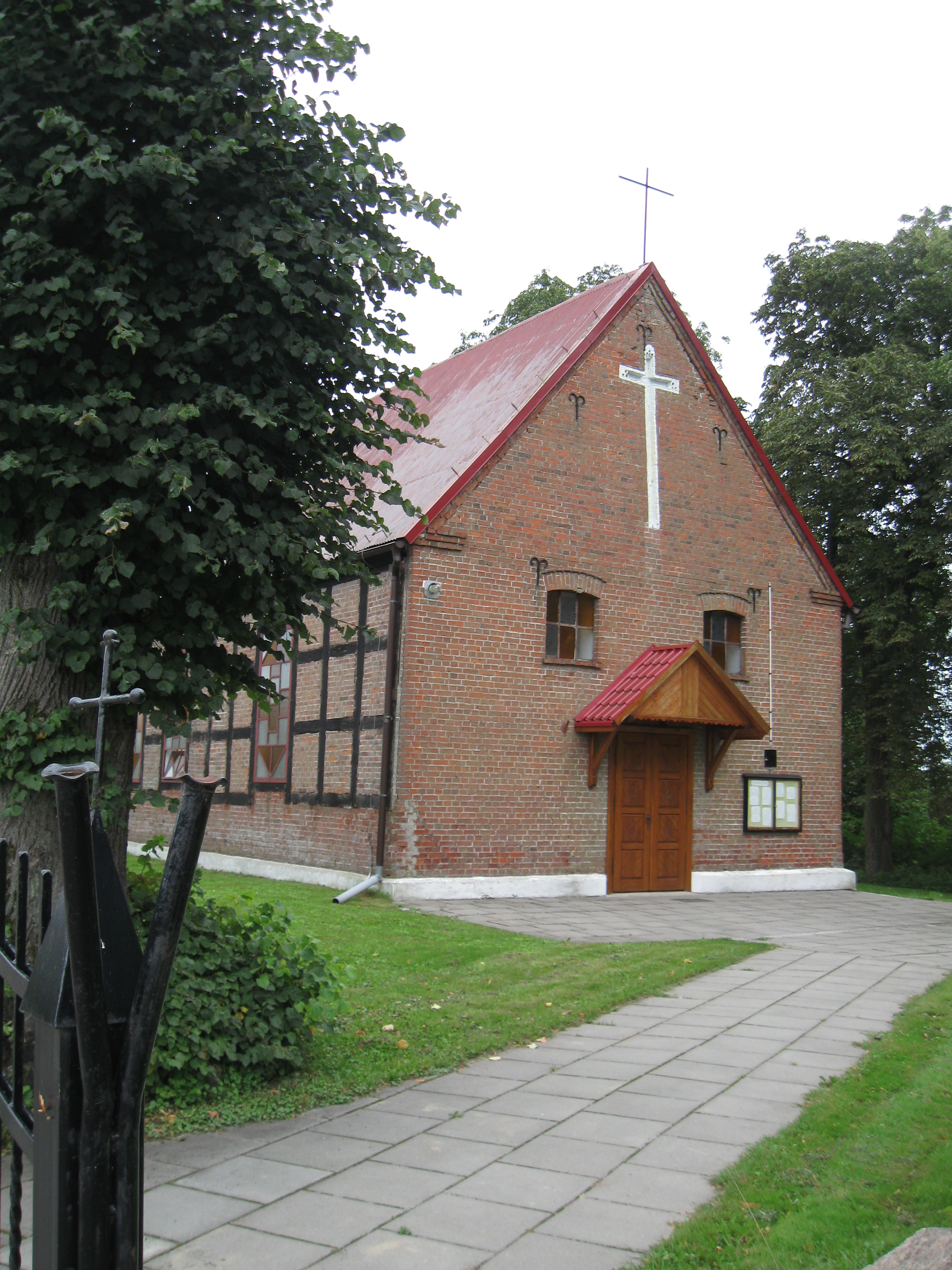
Dorfkirche (Aufnahme von 2013)

Das Dorf liegt in Hinterpommern, etwa 80 Kilometer nordöstlich von Stettin und etwa 20 Kilometer südlich von Kołobrzeg (Kolberg), an einer Straße zwischen den Dörfern Gorawino (Gervin) im Westen und Trzynik (Trienke) im Osten. Zum Dorf gehören der etwa zwei Kilometer südwestlich liegende Wohnplatz Drozdówko (Vorwerk Drosedow) und der etwa vier Kilometer südlich liegende Wohnplatz Lędowa (Waldhof).
Östlich des Dorfes fließt von Süd nach Nord die Dębosznica (Kreiherbach).

## Geschichte
Das Dorf wurde erstmals in einer Urkunde aus den Jahren 1170/1177 erwähnt, mit der der pommersche Herzog Kasimir I. Mönchen aus dem Kloster Lund Landbesitz zur Gründung eines Klosters verlieh, darunter auch das Dorf Drosdouue, das jedoch wüst lag.
Bei der Klostergründung handelte es sich um das Kloster Belbuck, das aber schon um 1185 wieder aufgegeben wurde. Eine zweite Gründung des Klosters erfolgte durch Mönche aus dem Kloster Mariengaarde. Mit einer Urkunde aus dem Jahre 1208 verliehen die pommerschen Herzöge Bogislaw II. und Kasimir II. ihnen im Wesentlichen den gleichen Landbesitz, darunter wiederum das nun Drosdowe genannte, wüste Dorf.
Bald darauf, im Jahre 1224 überwies Herzogin Anastasia, die Witwe Herzog Bogislaws I., dem Kloster Belbuck Landbesitz zur Gründung eines Nonnenklosters, des Klosters Marienbusch. Zu dem in der Urkunde genannten Besitz gehörte auch das hier Drosdowe genannte Dorf, das doch eigentlich dem Kloster schon zuvor zugewiesen worden war.
Die Schenkung wurde durch ihre Enkel, die Herzöge Barnim I. und Wartislaw III., mit einer Urkunde aus dem Jahre 1227 leicht abgewandelt bestätigt. Das Dorf erschien hier unter dem Namen Drosdowo,
ebenso in einer weiteren Besitzbestätigung für das Kloster Marienbusch durch Herzog Wartislaw III. aus dem Jahre 1240.
In der genealogischen Literatur wurde das Dorf auch als ein Stammsitz der gleichnamigen adligen Familie Drosedow genannt, doch lässt sich dies aus der Ortsgeschichte nicht belegen. Jedenfalls war das Dorf im 15. Jahrhundert nicht mehr im Klosterbesitz, sondern im Besitz der adligen Familie Manteuffel. Auf den Besitz der Manteuffels kann man bereits für das Jahr 1445 schließen, als ein Clawes Mandurele zu Drusedow in einem Dokument des Deutschen Ordens genannt wurde. Für 1494 ist überliefert, dass das Kirchenpatronat der Dorfkirche bei Wolfgang und Wilkin Manduvel lag. Im Besitz der Manteuffels blieb Drosedow bis Ende des 17. Jahrhunderts: Im Jahre 1682 verkaufte der Landrat und Oberstwachtmeister Wilke Henning von Manteuffel die eine Hälfte des Gutes an den Generalmajor Hans Heinrich von Schlabrendorff; dessen Erben erwarben im Jahre 1693 auch die andere Hälfte. Im Besitz der Familie Schlabrendorff blieb Drosedow bis 1763, als die Gemahlin des Obersten Peter Christian von Kleist, Maria Charlotte von Retzow, das Gut kaufte.
Im Jahre 1778 erwarb wieder ein Angehöriger der Familie Manteuffel Drosedow. In Ludwig Wilhelm Brüggemanns Ausführlicher Beschreibung des gegenwärtigen Zustandes des Königlich-Preußischen Herzogtums Vor- und Hinterpommern (1784) ist Drosedow unter den adeligen Gütern des Greiffenbergschen Kreises aufgeführt. In Drosedow gab es damals zwei adelige Ackerwerke (Höfe), die an eine Person verpachtet waren, eine Wassermühle (gemeinsam mit dem Nachbarort Trienke), eine Kirche, einen Prediger, einen Küster, zehn Bauern, zehn Kossäten, eine Schmiede und einen Holzwärterkaten, insgesamt 34 Haushalte („Feuerstellen“).

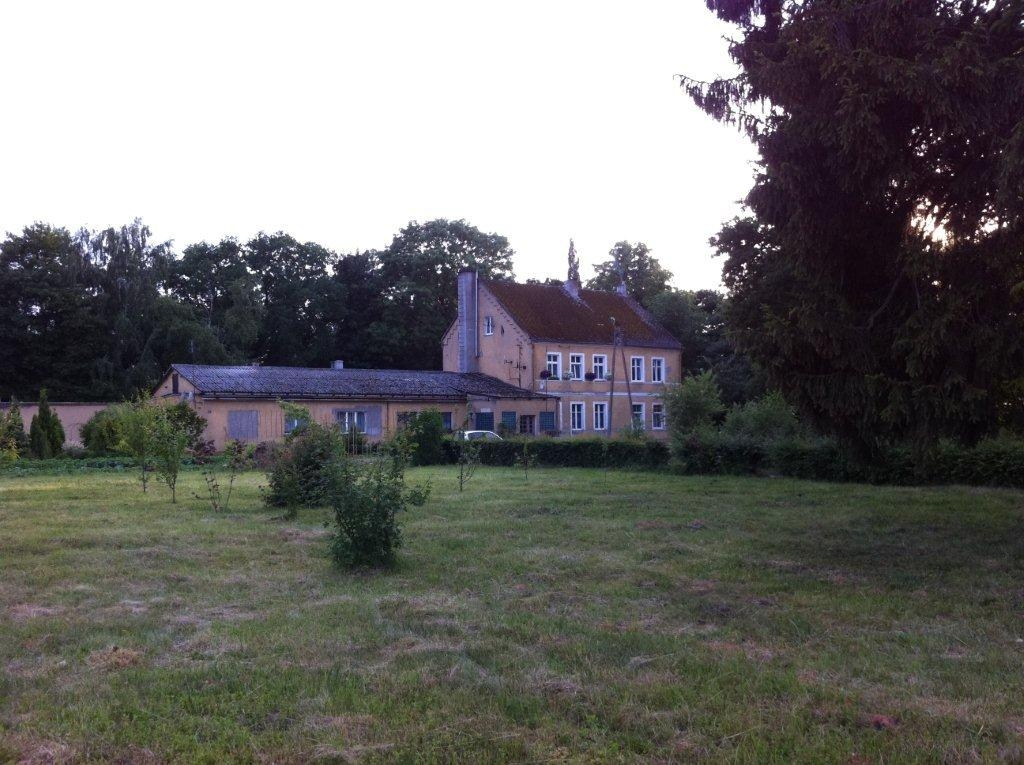
Ehemaliges Gutshaus in Drosedow

Im Jahre 1840 erwarb die Gemahlin des Landrates Carl Heinrich von Gerlach das Gut Drosedow. Um 1860 wurde das südlich des Dorfes liegende bisherige Vorwerk Holzkathen aufgegeben und durch das neue Vorwerk Drosedow und die Waldarbeitersiedlung Waldhof ersetzt. 1895 wurde die Bahnstrecke Roman–Kolberg der Kolberger Kleinbahn angelegt und das Dorf erhielt einen eigenen Haltepunkt Drosedow, der am südlichen Ortsrand, nahe am Gutsbetrieb, lag.
Im Eigentum der Familie Gerlach blieb das Gut bis 1945. Die Gerlachs bewirtschafteten das Gut nicht selber, sondern verpachteten es an eine Dynastie von Gutspächtern der Familie Schimmelpfennig, darunter von 1906 bis 1937 Karl Schimmelpfennig, der sich auch als Politiker in der DNVP engagierte. Nach dessen Tod wurde Ende der 1930er Jahre ein Teil des Gutes aufgesiedelt, der andere Teil von seiner Witwe als Gutspächterin bis 1945 bewirtschaftet. Im Rahmen der Aufsiedlung entstanden mehrere Hofstellen außerhalb des Dorfes, verteilt in der Feldmark.
Drosedow wurde im Jahre 1818 aus dem Kreis Greifenberg in den Kreis Fürstenthum umgegliedert. Bei der Auflösung des Kreises Fürstenthum im Jahre 1871 kam Drosedow zum Kreis Colberg-Cörlin. Ab dem 19. Jahrhundert bestanden der Gutsbezirk Drosedow und die Landgemeinde Drosedow nebeneinander. Im Rahmen der Auflösung der Gutsbezirke in Preußen wurde der Gutsbezirk im Jahre 1929 in die Landgemeinde Drosedow eingegliedert. Der Gutsbezirk umfasste zuletzt 1314 Hektar (Stand 1928) und zählte 372 Einwohner (Stand 1925).
Vor 1945 bildete Drosedow mit den beiden Wohnplätzen Vorwerk Drosedow und Waldhof eine Gemeinde im Landkreis Kolberg-Körlin der Provinz Pommern.
Gegen Ende des Zweiten Weltkriegs wurde Drosedow Anfang März 1945 durch die Rote Armee besetzt. Nach dem Krieg kam Drosedow, wie ganz Hinterpommern, an Polen. Polnische Bürger nahmen den Ort in Besitz und vertrieben 1945/46 die Dorfbevölkerung. Der Ortsname wurde als Drozdowo polonisiert.

## Entwicklung der Einwohnerzahlen
- 1816: 328 Einwohner[10]
- 1855: 695 Einwohner[10]
- 1867: 814 Einwohner[10]
- 1905: 707 Einwohner[10]
- 1923: 706 Einwohner[10]
- 1939: 694 Einwohner[10]
- 2013: 471 Einwohner[11]

## Kirche: Evangelisches Kirchspiel
Vor 1945 war Drosedow Sitz eines evangelischen Kirchspiels mit etwa 1800 Mitgliedern. Die Dorfkirche in Drosedow war Mutterkirche, es bestanden die Tochtergemeinden Damitz-Lestin (die Filialkirche stand in Damitz) und Trienke. Der Erweckungsprediger Friedrich Meinhof war von 1828 bis 1832 Pastor in Drosedow.

## Persönlichkeiten

### Söhne und Töchter des Ortes
- Karl Schimmelpfennig (1882–1937), Gutspächter von Drosedow und Politiker (DNVP)

### Personen, die in Drosedow gewirkt haben
- Friedrich Meinhof (1800–1881), Erweckungsprediger, Pastor in Drosedow von 1828 bis 1832